# Gargamisaju
Gargamisaju (akad. Gargamisāiu, w transliteracji z pisma klinowego zapisywane mURU.kar-ga-mis-a-a, tłum. „Pochodzący z Karkemisz”) – dostojnik asyryjski, ostatni ze znanych postkanonicznych eponimów (limmu), który pełnić miał swój eponimat w 609 r. p.n.e., a więc już po upadku Niniwy. Jego imieniem jako eponima datowany jest jeden dokument prawny z Ma’allanate. Możliwe, że jego eponimat ograniczał się już jedynie do tego miasta. 